# 神咒神威神楽
『神咒神威神楽』（かじりかむいかぐら）は、日本のアダルトゲームブランドのlight（ライト）が2011年9月30日に発売したアダルトゲーム。神座万象シリーズの第3作目。略称は「神咒」、「かかか」など。
2013年4月25日には、アダルトシーンを削除して新規イベントCGと立ち絵を追加したPlayStation Vita版『神咒神威神楽 曙之光』が発売された。同年6月28日、『曙之光』PC版も発売された。

## 概要
「大欲界天狗道」という理の下で独特の文化を形成した日本を舞台に、八人の益荒男たちと「化外」と呼ばれる異形の者たちとの死闘を描いた和風伝奇バトルアドベンチャーゲーム。2009年に発売された『Dies irae 〜Acta est Fabula〜』（以下、Dies irae）スタッフの最新作であり、シナリオ・原画・音楽はそれぞれ正田崇・Gユウスケ・与猶啓至が継続して担当している。
『Dies irae』には、マリィルートの遥か未来に第六天波旬と呼ばれる流出者が誕生し、神座を賭けて彼と『Dies irae』の登場人物たちが戦い、相打ちとなったところでメルクリウスの流出によって回帰して玲愛ルートにつながるという裏設定があり、本作はその最終決戦の際に第六天波旬が勝利していればどうなったかを描いたIFストーリーである。
そのため、作中で明確に描写されてはいないものの、前作『Dies irae』の設定を引き継いでおり、かなりの登場人物たちが転生という形で再登場（前世の記憶があるもの、ほとんどないものなど様々）を果たしている。また、作中では前作の人物に関する内容や重要語句などは阿比留草文字に似た言葉で書かれているケースが多い他、キャラクターの服装にも何種類かの神代文字らしき文字が使われている。
ストーリー形式は四組の個性豊かな男女の群像劇という形となった。また、純和風のADVということで、縦書きフォーマットの使用や作中での外来語の排除などの試みがなされている。特に、外来語の排除に関しては、ゲーム内のコンフィグ画面にまで徹底されている。
なお正田崇によれば、『PARADISE LOST』から続いた一連の座を描く神様シリーズ(神座万象シリーズ)は、本作をもって最終作と語っている。
更に2011年11月には、light公式サイトおよび、正田崇のTwitterにおいて本作と事実上の前作に当たる『Dies irae』のコンシューマ化が発表された。

## ストーリー
300年前の東征戦争に敗れてから鎖国を続けてきた神州・葦原中津国は、今や存亡の危機にあった。
東から流入する陰気によって国内は汚染され、国外からは開国を迫る西洋列強の手が着実に伸びてきていた。そのような内外の憂慮を打開すべく、時の政権は再び東征を行うことを決意する。化外と呼ばれる異形の魔性によって支配されている国土の東側、穢土を奪還することで陰気の流入を断ち切り、列強へ神州の国力を誇示するためであった。
東征軍の総大将を任じられた久雅竜胆は、戦意高揚の名目で開かれた御前試合にて、坂上覇吐たち個性豊かな益荒男たちと出会い、彼らを率いて東征へと赴く。国土を東西に二分する淡海を超えた先に、どれほどの脅威が待ち受けているとも知らずに…。

## 登場人物

### 東征軍
坂上 覇吐（さかがみ はばき） - 声：堀川忍 (PC), 宮下栄治 (PS VITA)
神世創生篇及び物語全体を通しての主人公。
無頼かつ自由奔放に生きる傾奇者。
筋金入りの馬鹿かつ女性に目がないスケベでもあるが、その明るい言動で仲間たちをまとめていく。
坂上家は元々久雅家の遠縁にあたる名門士族だったが、過去の東征の際に高濃度の汚染を受けたため現在は没落しており、覇吐自身も母親の言い伝えに従ってひっそりと生活していた。先祖が汚染されたためか、刑士郎を上回るほどの"歪み"を持つが、特技でもある隠身によって隠している。
御前試合の際に竜胆の啖呵を聞いたことで彼女に一目惚れし、自分の物にするため東征軍へと参加した。
等級は陽の伍・陰の漆。武器である背中の大剣は多段変形する特殊な物で、蛇腹剣や大鋏に変形が可能。
異能は『桃花・黄泉帰り』。受けた歪みによる攻撃を数割増しで、対象を変更して跳ね返すカウンター技。受けたダメージを千とするなら、千五百の生命力を生み出すために彼が歪みで死ぬことはまず無いと言える。しかし、ダメージを無効にするわけではないため、正しくは『死なない』ではなく『死ねない』であり、常に発狂の危険をはらんだ能力である。
その正体は波旬の畸形嚢腫。その触覚たる存在である。波旬の肉体にへばりついた存在であるため共に座に在り、擬似的な神の力を有している。本来は歪みと呼ぶべきものは有していないが、その出生故に大欲界天狗道においては異物であるため、陰気を持っている。波旬はその唯我の渇望故に彼の存在を許せず、畸形嚢腫は常に「見つかれば殺される」という恐怖に怯えていた。そのため彼は「生きたい」という根源的な生存本能を渇望として抱いており、黄泉帰りの正体はその渇望から来る蘇生能力であり、歪み返しは単に座の力を利用して旧世界の理を力尽くで跳ね返しているに過ぎない。ただしこの力を使うということは本体である畸形嚢腫から干渉を受けるということでもあり、波旬に見つかる危険性を高める諸刃の剣でもある。
元々は夜刀の限界が近づいたことで大欲界天狗道の完成を感じ取った畸形嚢腫がそれを防ぐために生み出した触覚だったが、畸形嚢腫の臆病さによって覇吐は自分の役目から逃げ、本来果たすべき役割を全て忘却していた。そして畸形嚢腫のもう一つの渇望から生まれた竜胆との出会いによって本来の目論見とは逆に東征に参加してしまうことになってしまった。
結果的に東征は為されてしまい、天狗道の完成を招いてしまったが、夜刀との戦いと自らの光である竜胆との出会いによって波旬への恐怖を乗り越えた覇吐は仲間達と共に波旬との決戦を行い、本体である畸形嚢腫との融合を果たして波旬を討ち滅ぼした。
久雅 竜胆（こが りんどう） - 声：波奈束風景 (PC), 中島沙樹 (PS VITA)
神世創生篇のヒロイン。
士族の頂点に立つ名門久雅家の若当主で、東征軍の総大将。
勝気で凛とした性格の持ち主で、その激しい気性から久雅の鬼姫と揶揄されるほど。
誰も彼もが己のことしか考慮しない大欲界天狗道の世界の中で、唯一五徳の信条からなる人としての真っ当な精神を持つが、他の人々からは異端とみなされ、狂人扱いされている。龍明曰く覇道の素質を持つ唯一の人間。
後見人の龍明とは幼いころからの顔なじみであり、龍水とは幼なじみ。
等級は陽の肆。剣術と弓術に秀でており、一軍の将としての才能を持つ。
歪みによる汚染を受けていないため、特に異能はもって居なかったが、東征中に黄金の獣の遺産である『聖約・運命の神槍』から黄金の獣の覇道を感じ取ったことで『天魔覆滅』という異能を手に入れる。
これは、天狗道の世界の存在ではない天魔達の真の名を、天狗道の住人の竜胆が呼ぶことにより、彼らを弱体化するというもの。本来旧世界の言語は意味を理解することも発音することもできないが、竜胆はそれを可能にする。夜都賀波岐の天魔達は旧世界で波旬に敗北した身であるため、天狗道の人間に自らの神咒を呼ばれることで普段は夜刀の軍勢変性によって守られている「敗者の型」を浮き彫りにさせてしまい、下手をすれば消滅してしまいかねないほどの力の減衰を余儀なくされる。
だが、自由に発動できるわけではなく切っ掛けが必要。また、本人も口にしている内容を理解しているわけではない。
その正体は波旬の畸形嚢腫。その自滅因子たる存在である。畸形嚢腫は「生きたい」という渇望と別に、外界への憧れを持っていた。しかしまともな肉体を持っていない彼にとって外に出ることは死を意味する。畸形嚢腫が触覚である覇吐を生み出したのと同時にその背反する渇望によって生まれた自滅因子、それが竜胆である。彼女が覇道の素養を持つのは畸形嚢腫の外界への憧れから生まれた存在であるため。
東征においては不破之関での初戦において一度死亡したが、覇吐が畸形嚢腫の干渉によって復活したことで彼女も再生し、覇吐の力の根源である畸形曼荼羅を東征軍の面々に中継する役割を担った。
自滅因子である竜胆の行動は畸形嚢腫、ひいては覇吐を破滅させる結果に繋がってしまっており、彼女が自らの覇道によって成した東征も結果的には穢土を消滅させて大欲界天狗道を完成させて畸形嚢腫の存在を浮き彫りにさせてしまうことになってしまう。東征が成された瞬間、そのことを無意識的に直感した竜胆は自ら死を選んだが、自滅因子は本体が消滅するまで決して死ぬことが出来ない為、ほどなく復活してしまった。
そして死ぬことが出来ないのなら覇吐が見つかる前に波旬を倒そうと単独で波旬の元に向かおうとするが、それもまた覇吐がそれを追ってきたことで畸形嚢腫を波旬に近付ける結果になってしまう。追いついてきた覇吐を拒絶し、尚も一人で戦おうとする竜胆だったが、覇吐から「お前を失えばもう俺は生きていけない。一人で戦うのは波旬と同じだ」と言葉をかけられたことで自分の過ちに気付き、彼を信じて共に戦うことを決めた竜胆は自らの覇道を見出し、自滅因子ではない新たなる覇道神として新生。曙光曼荼羅の主として仲間達と共に波旬との最終決戦に臨む。
波旬との戦いに勝利した後、覇吐と共に新たなる覇道を流出させ、国産みを成し遂げた。
凶月 刑士郎 （きょうげつ けいしろう） - 声：杉崎和哉 (PC), 谷山紀章 (PS VITA)
楽土血染花篇の主人公。
"禍憑き"という異能力を持つ凶月一族の若当主。
凶月という立場と境遇からか、極めて好戦的かつ排他的な性格の持ち主だが、義妹の咲耶には頭が上がらない。
口には出さないが、咲耶とは相思相愛の関係にあり、彼女に返し風が吹くことを怖れて自身の"禍憑き"を封印している。しかし、それ抜きにしても高い戦闘能力を持つ。
東征の切り札として東征に参加させられる咲耶を守り、一族のために武勲をあげるべく東征へと参加する。
等級は陽の伍・陰の陸。
異能は禍憑きこと『禍津日神禁厭』。他者に不幸を押し付けることにより、自身への不幸を拒絶する運気操作。あくまで運を操作するだけなので、何が起こるかは本人にもわからない。また、この異能を発動した場合同じ異能を持った人間や近しい人間のだれかに、異能によって発生したものと同等の不幸が発生するという『返し風』が発生するという欠点がある。
その神咒はヴィルヘルム・エーレンブルグ。ヴィルヘルムは夜刀の太極に拾い上げられることはなかったが、天狗道が無間大紅蓮地獄の影響で不完全になっている影響で僅かに残っていた輪廻転生の理の影響で凶月刑士郎として転生を果たした。
当初は刑士郎の精神に多少の影響を与えつつもヴィルヘルムは表に出てこなかったが、奴奈比売によって『闇の賜物』を与えられた影響でヴィルヘルムが覚醒し、『天魔・血染花』の能力に目覚める。
その能力はかつての創造を求道型として発現させたものであり、触れたものの力を吸収する効果がある。更に禍憑きと組み合わさることで運気の吸収さえも可能としており、修羅曼荼羅の影響でその力が上昇していることもあり、天魔に伍する程の能力となっている。しかしその代償としてこの力を使うには咲耶の命を必要とする。この能力を使うということは凶月刑士郎がヴィルヘルム・エーレンブルグに立ち戻るということであり、同時に闇の賜物と同化していたヘルガ・エーレンブルグ、すなわち凶月咲耶を自らの内に吸収するということでもある。そして咲耶の命を吸い尽くした時完全にヴィルヘルムは目覚め、第九の天魔として新生する。
そして無間蝦夷での最終決戦にて旧世界からの因縁の相手である天魔・宿儺と激突し、その太極の前に太刀打ちすらできず、ヴィルヘルムは咲耶を吸い殺すことで完全に力を取り戻そうとするが、刑士郎はそれを全力で拒否し、遂に全ての法則からの“解脱”に成功する。その際、刑士郎はヴィルヘルムを「壊せるかどうかしか秤を持たない、純白で空っぽの下種野郎」と断じて決別し、全ての異能を捨ててでも愛する女と信じる仲間達と共に生きることを選択した。
これは“座”の世界法則から脱却し、ただの人間になることを意味している。神格に至ることで法則から独立するのではなく、人の身として神の支配から脱するという極めて異例の存在であり、かつてこれを成し遂げた者は宇宙にただ一人として存在しない。
凶月 咲耶 （きょうげつ さくや） - 声：有栖川みや美 (PC), 高田初美 (PS VITA)
楽土血染花篇のヒロイン。
凶月一族の姫にして、刑士郎の義妹。
義兄とは違って穏やかで心優しい性格の可憐な少女だが、見た目に反して芯は強く、思ったことをはっきりと口に出す。
見た目とは裏腹に高純度の異能を有する最強の"禍憑き"であり、御門からの厳重な監視と封印が施されている。巨大な髪飾りはその封印の一種であり、封印を解くとどうなるかは誰にもわからない。
刑士郎に対しては深い愛情を抱いており、彼の力になるべく東征へと参加する。
等級は陽の壱・陰の拾。神号は禍津瀬織津比売
異能は刑士郎と同じく禍憑きこと『禍津日神禁厭』。だが彼女の"禍憑き"は特殊であり、何時発動するかの制御もできない上、従来なら凶月一族の誰かに吹く返し風が誰に吹くかわからないため、さながら歩く爆弾と揶揄されている。
その神咒はヘルガ・エーレンブルグ。ヴィルヘルムと同じく、輪廻転生の理の残滓の影響で転生を果たした。
当初はほとんど影響はなかったものの、不破之関での初戦において自らの禍憑きを解き放った結果、丁禮と爾子の封印を解いてしまい、自分が起こした災いの禍々しさに心神喪失の状態に陥ってしまい、奴奈比売が刑士郎に打ち込んだ「闇の賜物」と同調したことでヘルガの人格が現れてしまう。
以降、かつてと同じく刑士郎の裡に戻りその礎になる事を望むようになり、刑士郎と宿儺の決戦では自分を吸い殺すよう請うが、刑士郎はそれを拒絶し、“解脱”を果たしてヴィルヘルムは消滅してしまう。
その後、完成した大欲界天狗道の影響を受けた軍勢の襲撃を受け、刑士郎を傷付けた者への怒りによってヘルガと完全に同調し、禍憑きを発動させようとするが、他ならぬ刑士郎によって止められ、自身の内に刑士郎の子が宿っていることを知った咲耶は刑士郎に続いて“解脱”を果たす。
複数の法則が混在することで誕生した、本来生まれるはずのなかった刑士郎と咲耶は大欲界天狗道においてはイレギュラー的な存在であり、彼らが天狗道の理を否定したことはその法則に決定的な亀裂を生み、波旬を破るきっかけとなった。
壬生 宗次郎 （みぶ そうじろう） - 声：佐山森 (PC), 松元恵 (PS VITA)
威烈繚乱篇の主人公。
女性のように線が細い美少年で、穏やかで丁寧な物腰が特徴的な剣士。流派は石上神道流。
だが外見や物腰に反して、根は強者を斬ることにしか興味を抱けない狂人であり、彼と斬り合った者は例外なく命を落とすという剣鬼。
一方で、女性に対しては一切の免疫がなく、特にあっけらかんとした紫織に対しては苦手意識を持っている。
主筋である冷泉の推薦によって御前試合へ出場し、日ノ本最強の剣士となるべく東征軍にも引き続いて参加した。
等級は陽の陸・陰の肆。
夢は「天下最強の剣士」。即ち、自分以外の者を全て斬り殺して自らの最強を証明すること。自分自身の絶対性を証明するという自己愛、そして全てを殺すという波旬のそれに通じる滅尽滅相の渇望を持つ典型的な天狗道の人間である。
しかし、不破之関での初戦で悪路に手も足も出せずに惨敗し、自らの剣を「木偶の剣」と評されたことに屈辱を覚え、彼を宿敵として狙い、無間蝦夷にて決戦を行い、その戦いにて、畸形曼荼羅から流入した波旬の力によって太極に至る。
だがこれは波旬と同調した結果として得た不完全な太極であり、その力を振るい続ければ波旬の赤子として滅尽滅相の走狗となる。しかし宗次郎は悪路との戦いを経て「他者と斬り合う楽しみ」を見出し、だからこそ自分以外がいなくなるのはつまらないという天狗道の人間にはありえない思考を持った。そしてそこに天狗道からの脱却の兆しを見た悪路によって波旬との連結を断たれ、神格から人の身に戻ることとなった。
その後、紫織を始めとする仲間達を斬りたくないという以前では有り得なかった思考を持った宗次郎は思い悩み、波旬打倒のために特異点を開く役割を担い、紫織と戦う段になっても自分が戦えば彼女を殺してしまうと戦いを躊躇していた。
しかし、「自分はそう簡単に殺される女ではない」という紫織の言葉を受け、自分が内心で紫織を侮っていたことを自覚した宗次郎は、彼女を捉えるに相応しい刃となるため、遂に自ら太極に至った。
『太極・経津主神・布都御魂剣』。発現は求道型。元となった渇望は「ただ一振りの刃でありたい」。
その能力は「あらゆるものを斬る」こと。太極に至った彼は切断の概念そのものであり、触れたものを有形無形問わずに斬り飛ばす。悪路との戦いで至ったものは抜き身の刃の如き剣呑なものであったが、紫織と互いに高め合うことを目的として至った真の太極は他者の存在の肯定が「鞘」となって滅尽滅相の概念から決別している。
波旬との決戦では、波旬の座への道を開くために特異点を斬り開いた。本来であれば万象を斬り裂くこの太極をもってしても求道神の力では特異点に穴を開けることはできないが、紫織との戦いによって自らを究極まで高めたことでそれを可能にした。
玖錠 紫織 （くじょう しおり） - 声：柚木かなめ (PC), 河原木志穂 (PS VITA)
威烈繚乱篇のヒロイン。
代々皇帝守護の任にあたってきた武術集団・玖錠家の長子。オキツグという名前の年の離れた弟がいる。
明朗快活であっけらかんとした性格で、人当たりが良い姉御肌の人物。女性としての羞恥心に欠けている部分があるが、平時では慎み深くもある掴み所のない人物。
玖錠降神流の優れた使い手であり、自身の異能の力を併用することで、女性のみでありながら刑士郎や宗次郎に引けを取らない戦闘力を発揮する。ただし、紫織自身は自らの技を邪道とみなしており、そのために玖錠降神流を継ぐつもりはない。
等級は陽の漆・陰の参。
異能は『陀羅尼摩利支』。並行世界の自分の可能性を具現化することにより、一度に複数の行動を行うことが可能。また、無傷の可能性を具現化することにより、致命の一撃を回避したりと汎用性が高い。また、可能性として具現化されるのはどれも彼女自身なため、それを一人殺されても、消耗はするものの死ぬことはない。
万能に見えるものの、そもそも可能性が存在しない（絶対に攻撃が当たらない、絶対に攻撃がよけられないなど）場合はどうすることもできないという欠点もある。
東征に参加した理由は「花嫁修業」のため。彼女は元々、他者から定義付けられることを極端に嫌うという奇癖があり、彼女の掴みどころのなさは他人から自分を定義される度にそれと反する性格や技能を身に付けていったためのもの。しかしその結果自分自身にも玖錠紫織という人間がどういう人間なのかがわからなくなってしまい、最高の自分でも敵わない最高の男に自分を定義してもらいたいという考えを持った。一見天狗道の人間らしからぬ思考に見えるが、結局のところこの考えは相手を装飾品に見立てる思考、自分を映す鏡になることを相手に強要するという彼女が自分自身に向けられることを最も嫌う考えと同種のものでしかない。
この考え故に東征では「女」の在り方を定義する母禮を敵視し、畸形曼荼羅から流入してきた波旬の力によって至った太極で彼女と互角に戦うものの、母禮の手によって波旬との連結を断たれ、神格から人の身に戻った。
そして東征を経てこれまで見てきた人間の中で最も綺麗だと感じた宗次郎に好意を抱き、彼を極限まで高めてあげたいという利他の想い、そして極限まで高められたその美しい刃ならきっと最高の自分を映し出してくれるという利己の想い。互いに高め合うという境地に達した紫織は、遂に自ら太極に至った。
『太極・紅楼蜃夢・摩利支天』。発現は求道型。元となった渇望は「常に最高の自分でありたい」。
その能力は「自らの可能性を無限に拡大する」。可能性そのものに変じた彼女には最早可能性の殺害による反動などは一切なく、彼女への攻撃は「当たらなかった」可能性が一つでもある限り決して当たらず、逆に彼女の攻撃は相手に「当たった」可能性が一つでもある限り絶対に避けることができない。仮に攻撃を当てられたとしても無限に拡大する可能性の全てを殺すことは至難の業となる。
宗次郎との戦いでは、無限に可能性を拡大する紫織に対し、宗次郎は彼女を捉えるために極限まで己を高め、彼を更なる高みへと導くために紫織もまた己の可能性を高めていく。際限なく続く高め合いは彼らの力を引き上げさせ、特異点を斬り裂いた。
摩多羅 夜行 （まだら やこう） - 声：春野風 (PC), 羽多野渉 (PS VITA)
咒皇百鬼夜行篇の主人公。
史上最高と言われる呪力を有する稀代の陰陽師。
外見も能力も非の打ちどころがないが、愉快犯的な言動や捻じ曲がった性格、そして歪んだ美意識のために、覇吐や爾子たちからは変態扱いされている。龍水とは許嫁の関係。
龍明をして「夜行の術は夜行だけの物」と言わしめるほど、既存の陰陽術とはかけ離れた術式を用い、その実力は仲間たちと比べて遥かに高い。
御前試合での竜胆の啖呵と覇吐の戦いぶりを見て東征軍に加わることを決める。
等級は太極・無形。 神号は夜摩閻羅天。
御門 龍水 （みかど りゅうすい） - 声：美月 (PC), 小林桂子 (PS VITA)
咒皇百鬼夜行篇のヒロイン。
龍明の養女であり、御門家の跡取り娘。
活発だが芯の強い性格の少女であり、子供扱いされることを嫌う。許嫁の夜行に対しては一途な恋心を抱いており、彼に認めてもらうべく陰陽術に傾倒しているが、かえってそれが本人の適性を歪める結果となっている。
他の東征軍主力と比べれば未熟ではあるが、年齢を考慮すれば非常に優秀な部類に入る。
竜胆とは幼なじみであり、夜行とは違った意味で憧れを抱いている。
御前試合には御門一門の代表として、また夜行に認めてもらいたい一心からも参加し、そのまま東征軍にも参加する。
等級は陽の肆・陰の壱。
異能は『先見、未来視』。文字通り未来を読む予知能力であり、さらに歪みであるためか、無数の未来から望む未来を無理やり引きずり出すこともできるという。ただし、彼女の汚染等級は極めて低いため、精々達人の攻撃を一度しのぐくらいのことしかできない。
御門 龍明 （みかど りゅうめい） - 声：谷口ケイ (PC), 矢口アサミ (PS VITA)
神州の術師を束ねる御門家の現当主。
厳格で物静かな妙齢の女性。凶月にしか伝わっていない「魂」の概念を知っていたり、化外を知っているかのような口ぶりをしたりとその言動には謎が多い。
その実力は立場に相応しく本物であり、夜行や咲耶を除けば東征軍最強と言われるほど。
厳しくも情の深い人物であり、特に娘である龍水に対して芽生えた感情を、かつての友の生き様を思い出しながら楽しんでいる。また、下戸であり酔うと自分の師の性格についての愚痴をこぼし始める。
今は亡き竜胆の父とは旧知の仲であり、その縁もあって竜胆の後見人を務めている。
等級は陽の拾。
その神咒はエレオノーレ・フォン・ヴィッテンブルグ。
旧世界において主である黄金の獣が敗れ、波旬によって座が奪い取られた際、夜刀が展開した太極によって消滅を免れた。その為、彼女自身も夜都賀波岐と同一の存在であるが、他の天魔と異なり彼女は未だ黄金の獣への忠誠を捨てず、修羅曼荼羅の影響下にあるため、夜刀との関わりが薄い。それによって夜刀の表層意識の影響を受けていない彼女は、彼が何を目的として太極を維持しているかを理解しており、このままの状態が続いてもいずれは波旬に潰されることも解っていた。
三百年前、彼女は夜都賀波岐を裏切って西へと渡り、時の権力者を唆して東征を行わせた。無論失敗することは解っていたが、彼女の真の目的は旧世界の理を西へ流れさせることで、異なる法則の影響によって新たな覇道の資質を持つ者を生み出すことだった。旧世界の人間である彼女にとって、西側はおぞましい化物に溢れ、水を飲むことすらできず、呼吸さえもままならない地獄のような場所だったが、ただ黄金の獣への忠義のため、波旬を打倒し勝利を掴むために彼女はそれに耐え続けた。
そして現代、天狗道において唯一覇道の素養を見せる竜胆を見出し、彼女を波旬が居座る座まで導くため、再度の東征を画策し、実行に移した。
不二において黄金の獣の遺産を手に入れた竜胆の言葉から主の遺志を知った彼女は新しい世の若者たちに後を託すことを決め、紅葉との決戦において大焼炙を発動。その身を崩れさせながらも紅葉に平手打ちを食らわせ、現状に甘んじる彼女達を一喝し、東征軍の面々に訓示を残して力尽きた。
真の等級は修羅曼荼羅・大焼炙。全てを焼き尽くす獄炎の理であり、その火力は母禮の炎を遥かに上回る。ただし、黄金の獣の支配する宇宙に属するこの力を使うということは、自らがそこに属することを喧伝するのと同じことであり、使用すれば消滅は免れない。それでも尚この力を捨てなかった理由は唯一つ。主への愛と忠誠のためである。
丁禮 （ていれい） - 声：日椰たぬき (PC), 環有希 (PS VITA)
夜行の式神。
物静かかつ非好戦的な性格の持ち主だが、変態じみた主と口うるさい爾子に振り回される苦労人。なぜか凶月兄妹とは相性が悪く、互いに反目し合っている。
式神としては最高位の霊格を持ち、夜行にしか使役できないとされるほどの実力者とされているが、本気を出すと醜いという彼の勝手な理由で童子の姿に固定されている。
爾子とは二人で一つの存在であり、戦闘時には爾子に跨って戦場を駆け抜ける。
等級は陽の伍。
その正体は前作に登場したウォルフガング・シュライバーの男性面の転生体。魂を夜行によって拾われ、彼の式神とされた。物語開始時点では、前世の記憶は失っている。
前作では遂に死の間際まで認められなかった己の真の渇望「抱き締めて欲しい」を自覚するに至っており、かつての狂気は乗り越えている。咲耶にかつての己が狂気に落ちる元凶ともなった母の面影を見ており、そのために苦手意識を抱く。
奴奈比売との決戦において、新たな仲間達の道を切り開くべく爾子と共に命と引き換えに彼女を撃破する。咲耶に対して想いを吐露し、彼女が前世の宿業を乗り越えることを願いながら消滅した。
真の等級は修羅曼荼羅・豺狼。速さの極限の理であり、敵より必ず速度面で上回りつつ、絶対に触れさせないという無限加速の技で、絶対的な暴威を具現する存在として狂乱の相を纏っている。しかし、大元である修羅曼荼羅がとうに消滅しているため、回避能力が失われている。
爾子 （にこ） - 声：師らん (PC), 高梁碧 (PS VITA)
夜行の式神。
丁禮とは対照的に行儀はいいがおしゃべりかつ慇懃無礼な毒舌家で、「～ですの」という語尾が特徴。なぜか凶月兄妹とは相性が悪く、互いに反目し合っている。
丁禮同様に式神として最高位の霊格を持つ霊獣らしいが、同じく本気を出すと醜いという夜行の理由から、牛ほどの巨体を持つ仔犬の姿に固定されている。性別は雌であり、人型にも変身できるらしいがなかなか見せることはない。
丁禮とは二人で一つの存在であり、戦闘時には丁禮を乗せて戦場を駆け抜ける。
等級は陰の伍。
その正体は前作に登場したウォルフガング・シュライバーの女性面の転生体。魂を夜行によって拾われ、彼の式神とされた。
中院冷泉 （なかのいん　れいぜん） - 声：島崎比呂 (PC), 成瀬誠 (PS VITA)
久雅家と並ぶ武門の名門、中院家の若当主。武家を束ねる五大竜胆紋の次席ではあるが、勢力は実質武家で最大である。
飄々とした優男を振舞いながらも、その実は冷酷かつ狡猾で好戦的な野心家。竜胆に度々求婚しているが、にべもなく断られている。
戦闘力は常人の域を出ないが天魔を前にしてもその態度を崩さず、同じ女性に焦がれる覇吐に対して、快なりとその美意識を褒める剛毅さを持つ。
様々な意味で大欲界天狗道の世界を体現する人物。しかし同時に、天狗道を「誰もが盲いた暗闇の世界」と内心では唾棄し竜胆を「光」と称し真実の愛情を抱いていた。
しかし皮肉にもそれに飲み込まれないように確固とした己を持とうとした自己愛が結果的に波旬との同調を強めてしまい、唯我曼荼羅・射干へと変貌してしまう。そして波旬の怨敵である覇吐を殺そうとするが、波旬が覇吐の存在を感知したことで冷泉に自身の波動を流し込み、それに耐えられなくなった肉体が崩壊して消滅した。宿儺との邂逅によって自滅因子の影響を受けていたこともあって最後には天狗道の影響を抜け、天狗道の走狗としてではなく「中院冷泉」としてこの世を去った。
六条紅虫 (ろくじょう　あかむし) - 声：三川春人
武家を束ねる五大竜胆紋の名門・六条家の当主。直轄領地は、現在の中国地方といわれている。
前作に登場したロート・シュピーネの転生体であるとされるが、戦闘力は常人の域を出ないと思われる。

### 夜都賀波岐（やつかはぎ）
穢土に君臨する八柱の大天魔。300年前に東征軍を壊滅させた化外の首魁たちであり、誰もが言語を絶する規格外の実力を持つ。穢土の外界全てに対して極大の憎悪と憤怒を抱いており、穢土を守るべく竜胆たちの前に立ちふさがる。
天魔・夜刀（てんま・やと） - 声：先割れスプーン (PC), 鳥海浩輔 (PS VITA)
大天魔・夜都賀波岐の主柱にして、穢土全域を自身の太極で異界に染め上げた張本人。
化外総軍そのものであり、彼を倒さない限り他の七柱は不滅とされる。
穢土の外界に対しては最も激しい憎悪を抱いている。
その神咒は藤井蓮。正確に言えば藤井蓮とロートス・ライヒハートが水銀の影響を超えて高次元で融合した存在。
旧世界において第五天であり自身の恋人でもある黄昏の女神の属神・永遠の刹那として彼女を守護していたが、波旬の襲撃によって水銀の蛇、黄金の獣、黄昏の女神の三柱は殺され、彼だけが最も厄介だと判断されたことで座の外に弾き出された。そして黄昏の女神の死によって波旬に掌握された座の完成を防ぐために咄嗟に自らの太極を展開し、穢土を天狗道から切り離し、数千年に渡りその法則の完成を防いできた。
しかし夜刀はこのままでは自分が先に力尽きると理解しており、その前に新たな覇道を見出し、波旬を打倒しうる可能性を探し求めたが、天狗道の住人は全てが波旬の操り人形であり、その魂は自己愛の求道しか持たず、神格に至るほどの器もなかった。
数千年に渡る法則のせめぎ合いによって夜刀の力は見る影もなく消耗しきり、常世の太極と波旬への憎悪によって残り少ない力を無理やり絞り出しているような状態だったが、龍明が見出した覇道、久雅竜胆と唯一波旬を打倒しうる可能性を持った存在、坂上覇吐との邂逅によって時が来た事を理解した夜刀は常世が発動した無間衆合地獄によって全盛期の力を取り戻し、覇吐に最後の戦いを挑む。
この戦いにおいて覇吐が可能性を示せないようならば自らが座を握ることもやむなしと考えていたが、覇吐と竜胆が示してみせた可能性に勝利を確信した夜刀は自らの全てを以て彼らに訓示を残し、消滅した。
等級は太極・無間大紅蓮地獄。
壊れないことを突き詰めた絶対不変の世界であり、この太極下にある限り、夜刀も他の七柱も決して滅びることはないとされる。その随神相は穢土全域を覆い尽くすほどの桁外れの巨大さで、夜都賀波岐の中でもさらに規格外の存在。
その能力は「時間停止」。この太極において夜刀が認めないものは決して活動を許されない。多くの者、そして夜刀自身にとっても名の示す通りの地獄であるが、その根源である渇望は「大事なものを守りたい」というもの。圧倒的な戦力差がある波旬とのせめぎ合いを数千年にも渡り続けていられたのは、その渇望が防衛に特化しているため。
元ネタは夜刀神から。
天魔・悪路（てんま・あくろ） - 声：石川ゆうすけ (PC), 寺島拓篤 (PS VITA)
大天魔・夜都賀波岐の一柱。
行動を共にする母禮とは兄妹であると同時に恋人同士であり、その想いは強い。
その神咒は櫻井戒。
夜都賀波岐の中でも特に強く夜刀の憎悪の影響を受けており、仲間に対する物腰は以前と変わらず穏やかだが、外界に対しては凄まじい憎悪を抱いている。
不破之関における初戦では母禮と共に現れ、その圧倒的な力で東征軍を壊滅させた。
無間蝦夷での最終決戦では宗次郎と激突し、当初は天狗道から脱却することもできないただの木偶として相手をすることすら汚らわしいと宗次郎を見下していたが、波旬と畸形曼荼羅の影響で太極に至った宗次郎と互角の戦いを強いられる。
その戦いの最中、直前の宿儺との会話で自滅因子の影響を受けていたことで夜刀の太極の影響から抜け、かつての己の渇望を思い出し、天狗道からの脱却の兆しを見せた宗次郎を救うために波旬との連結を絶った。そして波旬の打倒を彼に託し、母禮と共に消滅した。
等級は太極・無間叫喚地獄。
その能力は「悪路の気から、呼気や視線に至るまで、ありとあらゆる触れた物を腐らせる」というもの。彼と同等の神性を有しない限り、彼への攻撃は全て腐らされて無力化し、その視界に入っただけで命を落とすことになる。
随神相は巨大な鬼のような武者。
元となった渇望は「自分一人が全ての穢れを受け止める」。愛しい者に降りかかる全ての困難を自分が引き受け、彼女達を守りたいという救済の祈り。この大切なものを守るという在り方故に夜刀との同調が強まっており、当初はその繋がりの強固さによって夜刀の憎悪の影響を強く受け、自らの渇望を忘れていた。だが、彼自身は夜刀を含めた仲間達を信頼しているが故にそのことをあまり気にせず、外敵を排除するという自身の役目に徹していた。
元ネタは坂上田村麻呂伝説に登場する悪路王から。
天魔・母禮（てんま・もれい） - 声：かわしまりの (PC), 瑞沢渓 (PS VITA)
大天魔・夜都賀波岐の一柱。
兄とは異なり、根っからの激情家。
行動を共にする悪路とは兄妹であると同時に恋人同士であり、その想いは強い。
等級は太極・無間焦熱地獄。
その実体は人知を超えた規模の炎と雷の化身であり、巨大隕石を容易く消滅させるなど、夜都賀波岐屈指の火力を誇る。随神相は四つ手の女武者。
その神咒は櫻井螢とベアトリス・ヴァルトルート・フォン・キルヒアイゼンの融合体で、表面人格は螢がベースとなっている。
元々螢は夜刀の前身である蓮に想いを寄せており、それ故に彼を苦しめる原因となっている波旬とその細胞達を強く憎悪しており、常世・奴奈比売と並んで穢土の最右翼となっている。
不破之関における初戦では悪路と共に現れ、その圧倒的な力で東征軍を壊滅させた。
無間蝦夷での最終決戦では紫織と激突し、自分を目の敵にする彼女に対し何の興味もないという風情だったが、波旬と畸形曼荼羅の影響で太極に至った紫織と互角の戦いを強いられる。そして悪路と同じく、紫織に天狗道からの脱却の兆しを見出し、波旬との連結を絶ち、波旬の打倒を託して悪路とともに消滅した。
元ネタは坂上田村麻呂伝説に登場する磐具公母礼から。
天魔・紅葉（てんま・もみじ） - 声：彩世ゆう (PC), 羽吹梨里 (PS VITA)
大天魔・夜都賀波岐の一柱。
夜都賀波岐の中では数少ない理知的な性格の持ち主で、際立った好戦性はない人物。
鬼無里と呼ばれる小国を収めており、住人からは敬われている。一方で、御門家に対しては深い因縁を持つらしい。
その神咒はリザ・ブレンナー。
旧世界においては夜刀と敵対する存在であり、その関わりもそう深いものではないが、自らの娘である常世の願いを守るため、穢土を守護している。その願いが先のないものであることも理解しているが、娘の幸福な時間を守ることは彼女にとって世界よりも重要な事柄であるため、親友であった龍明とは袂を分かつことになった。
そして東外流で龍明と激突し、彼女が西側の人間である龍水を娘と呼んでいることに激昂し、「黄金の獣への忠誠を忘れ去ってしまったのか」と落胆するが、龍明が発動させた大焼炙によって彼女が何一つ変わっていなかったことを知る。そして彼女から現状を維持しようとしていることを夜刀の愛に甘えていると一喝され、自らの心中を吐露したことで常世の動揺を招いてしまい、その隙をついて竜胆が発動させた天魔覆滅の一矢から常世を庇い致命傷を負う。自らの消滅を悟った彼女は常世を諭して夜刀の元に戻らせ、龍明と娘自慢が出来たならきっと楽しかっただろうと苦笑しながら消滅した。
等級は太極・無間等活地獄。発現は軍勢変生・覇道型。
その能力は「死者を思いのままに操る」というもの。更に死体全てに彼女の神性が宿り、彼女と同等の防御力を有するようになる。それ故に、彼女と同等の力を有するに至らない限り、死体の一体にすら歯が立たないことになる。彼女の能力圏内で命を落とせば、即座にその影響下に置かれる。この能力によって鬼無里を成立させている。
随神相は糸をもって死者を操る巨大な鬼女。
元ネタは長野県に伝わる鬼女・紅葉から。
天魔・奴奈比売（てんま・ぬまひめ） - 声：木村あやか (PC), いのくちゆか (PS VITA)
大天魔・夜都賀波岐の一柱。
存在自体の不確かさと千変万化の能力のために神出鬼没な女性。
比較的理知的な性格ではあるが、狂人であることは変わらず、予測不可能な危険性を持つ。
その神咒はアンナ・シュヴェーゲリン。
旧世界においては夜刀と敵対する存在だったが、もともと夜刀の前身は彼女の思い人の転生とでも呼ぶべき存在であり、彼女自身も以前は忘れていたその思いを思い出しているため、夜刀を深く愛し、彼のために戦っている。夜刀自身も旧世界において幸福を甘受する彼女の姿から認識を改めており、今ではかけがえのない仲間だと思っている。
夜刀に守られ、彼に守るべき刹那として愛されている現状は彼女にとって幸福の絶頂であり、その為それを破壊しようとする者を決して許さない。
そして東外流で無間蝦夷に踏み入ろうとする東征軍を襲撃し、彼らを追い詰めるが、天魔覆滅によって弱体化し、封印を解かれた丁禮と爾子の前に敗れ、最期まで夜刀の勝利を信じながら消滅した。
等級は太極・無間黒縄地獄。発現は軍勢変生・覇道型。
西側に流れ込む歪みの元凶でもあるその能力は「自身の影に触れたものの強制停止」。かつての創造と同じ能力であるが、夜刀の太極の影響下に置かれたことでその圧力は山を粉砕する程に跳ね上がっている。更にこの影に捕らえられた者の脳裏には禍々しい女の声が響き、精神をも破壊していく。
元となった渇望は「自分よりも先に行くものの足を止めたい」。一見ろくでもないものに見えるが、これは「思い人が自分を置いて先に行ってしまう」という嘆きが転化したものでもあり、受け取るものによってその印象が大きく変わる。この複雑な渇望からくる理によって西の歪みは多様性を増しており、彼女はその歪みの全てを再現することが可能となっている。
元ネタは『古事記』などに登場する奴奈川姫から。
天魔・常世（てんま・とこよ） - 声：雛見風香 (PC), 生天目仁美 (PS VITA)
大天魔・夜都賀波岐の一柱。
穢土の維持のため動けない夜刀に代わって全軍の指揮を担う実質的な化外側の統率者。
夜刀に対しては深い愛情を抱いているが、彼女流の義理立てとして常に一歩引いて接している。
その神咒は氷室玲愛とイザークの融合体。人格のベースは玲愛となっており、イザークとしての面が出ることはほとんどない。
夜刀と共にあることは彼女にとってこの上ない喜びであり、それが夜刀の望みではないと解っていながら、穢土の存続を願っている。
無間蝦夷の最終決戦では直接戦場に出ることはなく、仲間達が東征軍に波旬打倒の希望を見出し散っていく中、自らも夜刀の勝利の一助となるため自らの太極を発動させ、消滅した。
等級は太極・無間衆合地獄。
一つ目の機能は夜刀の太極を維持するための動力源であり、長きに渡る波旬とのせめぎ合いで消耗しきった夜刀の補助をしている。
そして二つ目は天魔八柱の魂を捧げ、夜刀を新生させること。元となった渇望は「夜刀を高みへと導きたい」。かつてのものとは異なる常世自身の渇望から成る太極であり、夜刀に全盛期の力を取り戻させることができる。夜都賀波岐にとっての切り札であると同時に最終手段でもあり、発動させたが最後、波旬との最終決戦が始まることになる。そしてなにより夜刀は仲間を犠牲にすることを好まないため、常世はこの太極を封じていた。
元ネタはかつて民間宗教で崇拝されていた芋虫のような神・常世神から。
天魔・宿儺（てんま・すくな） - 声：ルネッサンス山田 (PC), 前田剛 (PS VITA)
大天魔・夜都賀波岐の一柱。
他者を振り回すことに悦楽を覚える自由奔放な性格の持ち主。
大獄とは違った意味で変わった立ち位置にある存在。
その神咒は前作に登場した遊佐司狼と本城恵梨依の融合体。随神相においても男女2つの顔を持つ。
遊佐司狼は元々“座”の影響で生まれた蓮の自滅因子であり、彼の反存在とでも言うべき存在である。その為夜刀との結びつきが最も深く、他の天魔が夜刀の憎悪の影響を受けている中、彼の真意を理解している。時折裏切りのような行動を見せるが、それも全ては夜刀の真意に沿った行動であり、他の天魔達も彼が夜刀を裏切ることなど有り得ないと理解している。
無間蝦夷での最終決戦では刑士郎と激突し、ヴィルヘルムを目覚めさせるべく挑発を繰り返すが、刑士郎が“解脱”を果たしたことで太極が無効化。自分が波旬打倒の切り札を生み出したことに満足し、勝利を確信し消滅した。
等級は太極・無間身洋受苦処地獄。
その能力は「歪み殺し」。あらゆる異能を自壊させ、強い歪みを持つ者ほど急激に弱体化していく。更に自身は何の影響も受けずに神格としての力を振るうことができる。その影響は天魔の能力さえも無効化する程であり、夜刀を超える異能でなければこの太極を超えることはできない。
元となった渇望は「真面目に生きていない人間を認めない」。自らが神の玩具として生み出された存在であるが故の人間への羨望である。大欲界天狗道においては全ての者が波旬の法則の影響下にあり、宿儺が定義する人間の定義からは外れた存在となっている。彼が認める人間とは神など関係なく、自らの力だけで立つ存在のことであり、故に天狗道の住人では彼に勝つことはできない。しかしこれによってこの太極は人間を目の前にした時、急激に弱体化するという弱点を抱えてしまっている。だが宿儺にとってはそういった存在が誕生することは望むところであり、刑士郎が“解脱”したことは彼にとっても本望であった。
元ネタは『日本書紀』などに登場する両面宿儺から。
天魔・大獄（てんま・おおたけ） - 声：左高蹴 (PC), 安元洋貴 (PS VITA)
大天魔・夜都賀波岐の一柱。
虎のような鬼面の甲冑を身に纏い、素顔を始めとする多くが謎の人物。見た目に反して性格は理知的。
夜刀を除く他の夜都賀波岐とは一線を画する実力を持つ実質的なナンバー2であり、宿儺とはまた違った立ち位置にある存在。
その神咒はゲッツ・フォン・ベルリッヒンゲン（ミハエル・ヴィットマン）。
旧世界においては夜刀と敵対する存在であると同時に彼の魂の片割れでもあった。そのため現在でも夜刀と強く結びついており、宿儺と同様に彼の真意を理解している。
無間蝦夷の最終決戦では夜行と激突し、問答無用で夜行に一撃を食らわせ、それによって自らの太極を得た夜行と互角の戦いを繰り広げるが、自らの真の能力を解放して夜行を死滅させる。これによって波旬から直接力を分け与えられた夜行はその正体に気付き、大獄は夜行に波旬打倒を命じて消滅した。
等級は太極・無間黒肚処地獄。
かつての創造と同じく、触れたものを問答無用で終わらせる終焉の鉄拳。それに加えて、兜の下にある素顔を見たものを強制的に死滅させる。旧世界において大獄は夜刀の前に敗れ、その首を断たれることで死を迎えた。故にこれは彼にとって自らの渇望の象徴であり、自らが望む究極の死そのもの。それを見たものは問答無用の死を迎える。下手をすれば穢土を消し飛ばしてしまいかねないほどの威力があり、彼が身に纏う甲冑はその能力を封じるための拘束具の役目を持っている。
元となった渇望は「唯一無二の終焉を迎えたい」。彼の渇望は旧世界において既に果たされており、夜都賀波岐の一柱として存在していることは自らの渇望と矛盾している。彼が己を曲げて夜刀に協力するのは、彼にとって至上の終わりであった聖戦を汚す結末をもたらす波旬への憎悪のため。そして未だ夜刀が戦い続けているのなら、自分だけが安穏としてるわけにはいかないという友情のためである。
元ネタは坂上田村麻呂伝説に登場する鬼・大獄丸から。
海坊主
穢土に向かう途中の淡海にて多くの化外達と共に東征軍の行く手を阻んだ天魔。
引き連れた化外達もさることながらその身の巨大さは常軌を逸しており、海上という事もあって東征軍を大いに苦しめた。
最終的に化外達は竜胆の策により壊滅し、海坊主自身も夜行が堕とした巨大隕石によって消滅した。
作中にてその正体は言及されていないがその独白や龍明の発言、ライターの発言などから前作に登場したヴァレリア・トリファだと思われる。

### 第六天波旬（だいろくてんはじゅん）
波旬（はじゅん） - 声：堀川忍 (PC), 宮下栄治 (PS VITA)
天魔達が敵対していた歴代最強にして最大の敵。作中で度々その存在は語られる事となる。
「無量大数」とも形容される途方もない存在強度と筆舌に尽くしがたい邪性を纏った、今代における万象の父にして絶対の超越者。
その正体は今代の座の神であり、大欲界天狗道の流出者。絶対に完成させてはいけない理を世に布いた最強最悪の邪神である。
等級は太極・大欲界天狗道。発現は覇道型だが、性質的には求道型。元となった渇望は「永劫ただ一人でいたい」。己のみを唯一絶対の存在と根拠もなく信仰する自己愛の極致。ただそれのみで無限に力を上昇させる極大の渇望であり、個という単位で波旬を超える者は宇宙に存在しない。
神咒はマーラ・パーピーヤス。現在の神州で言うところの天竺国に生まれた。しかし巨大すぎる自我を持って生を受けた彼は外界からの刺激に対して一切の反応を示さず、そもそも他者の存在を認識すらしていなかった。そして口減らしのために売られ、黄昏の宇宙をつまらないものと忌み嫌う邪教に引き取られ、外界への渇望を利用して流出を引き起こすために即身仏の行にかけられ地下深くに閉じ込められたが、彼にとってその静寂は望ましいものであった。
しかし畸形嚢腫の存在が彼の渇望の方向性を変えてしまった。本来他者を認識しない波旬にとって唯我の渇望は既に満たされているものであるが、畸形嚢腫によって他者の存在を認識し、それにへばりつかれることの不快さを知ってしまった波旬の渇望は「ただ一人でいたい」という求道型から「自分にへばりついているものを殺す」という廃絶の祈りを帯びた覇道型へと変質してしまった。
即身仏の行によって己の渇望を高まらせた波旬は座の存在を認識し、「全ての人を抱きしめる」という理を持つ黄昏の女神を畸形嚢腫と誤認し、彼女を殺すために座に乗り込んだ。この時点で既に波旬の力は黄昏の女神の守護者達を圧倒するまでになっており、覇道共存の法則を破壊されたことで全力を出せなくなってしまった属神達を蹴散らして黄昏の女神を殺害した。これによって彼女が保有していた魂を受け継いでしまった波旬はその不快感によって発狂。その渇望はさらに膨れ上がり、最早誰も手をつけられない最強最悪の邪神・第六天波旬と史上初の求道型の宇宙・大欲界天狗道が誕生してしまった。
ただし唯一畸形嚢腫に対してはその絶対性を発揮させることができない。何故なら畸形嚢腫は波旬の渇望の根源であり、唯我を渇望しながらその根本に他者への憎悪を抱えているという矛盾故、畸形嚢腫に対しては通常の覇道神としての力しか発揮することができない。
本来であれば弱体化した状態であっても波旬の方が格上なのだが、曙光曼荼羅との決戦の際、自分が保有する魂を全て投げ捨ててしまい、刑士郎と咲耶の解脱によって法則に亀裂を入れられ、その僅かな隙間から覇吐が波旬の力の源である畸形嚢腫と一体化したことで敗れ、ようやく一人になれることに安堵しながら消滅した。

## 用語
大欲界天狗道（だいよくかいてんぐどう）
物語の舞台となる世界の概念であり、第六天波旬の流出の理。
その世界法則は「あらゆる人間が自己のみを愛する」ことであり、そのために宗教や道徳観念、死後の概念はおろか、無償の愛や利他的な行為ですら一切存在しないという狂気の世界であり、魔界と言って差し支えない。
一見利他的に見える行動も、根底にあるのは「このような行為をする自分は素晴らしい」という自己愛であり、それこそが人として真っ当な在り方であると誰もが信じて疑わない。
例外は竜胆だけであるが、彼女の行為はこの世界においては逆に狂気として扱われている。
しかしこれは夜刀が太極を展開していることで未だ天狗道が完成していない不完全な状態の理であり、その真の法則は「滅尽滅相」。ありとあらゆる魂が己のみを絶対の存在と信仰する波旬の自己愛に飲み込まれ、己以外の存在を全て消し去るまで殺し合いを続ける最低最悪の法則である。
天狗道の人間が持つ自己愛は波旬の影響によって得ているだけのものであり、自己を絶対唯一のものとしながらその実己と呼べるものを何一つ持たない神の操り人形に過ぎない。そして完成した天狗道では自己愛の強い者ほど波旬の自己愛と同調し、唯我曼荼羅・射干へと変貌する。これは波旬と同調することで神の力を与えられるもので、波旬の総体からしてみれば極微量の力にもかかわらず純粋な強度で言えば夜都賀波岐の天魔すらも超える。それ程の力を持つ存在でさえ天狗道全体から見れば珍しい存在ではなく、数十万を超える射干が宇宙を崩壊させるまで暴走を続け、いずれ己一人になった後も宇宙に新たな命が誕生することはなくなり、座の入れ替わりも起こらずただ波旬のみが唯一永遠に存在し続ける、波旬の渇望を満たすためだけにある法則。それが大欲界天狗道の真の姿。
葦原中津国（あしはらなかつくに）
物語の舞台となる国。神州とも呼ばれる。都は秀真。
皇主を長とした世襲制君主国家だが、皇主は象徴的地位にすぎず、政治的実権は武家が持っている。
かつては諸将の間で権力争いが繰り広げられていたが、300年前の東征に大敗北を喫したことで武家の大半が没落し、それ以来鎖国を続けてきた。
領土は日本とほとんど変わらないが、近畿地方の東端から中部地方の西端にかけてが消失しており、淡海（あわうみ）と呼ばれる海によって分断されている点で異なる。そのため、琵琶湖や伊勢湾は存在しない。
現在は西洋列強によって圧迫されており、国内も東征の敗北によって流れ込んできた陰気の汚染が深刻となっている。そうした状況を打開すべく、再び東征を行うことを決定する。
汚染等級（おせんとうきゅう）
個々人の歪みの汚染度を数値化したもの。
国民全員が計測することを義務付けられており、高濃度の汚染を受けていると診断されれば、然るべき処置を受ける。
この世の理の範囲内にあるものを陽の術、理から外れているものを陰の異能と定め、それぞれ十段階で格付けがなされている。因みに陰陽術等の呪術は、作中では習えば覚えられる技術とされており、陽側に分類される。
なお、太極はどちらにも属さない。
化外（けがい）
穢土に生息している異形の魔性たち。土蜘蛛とも呼ばれている。
西側の人界とは全く異なった法則下にあり、夜都賀波岐を筆頭に高い戦闘能力を持つ。
正体を含めて謎は多く、なぜか淡海を越えて西側に攻め込もうとはしない。
穢土（えど）
淡海によって分断された神州の東半分。
300年前に東征軍を壊滅させた鬼たちが支配しているとされる、まつろわぬ化外達の国。その実態は不明。
随神相（カムナガラ）
太極がその理を発揮する際に具現化される個々の能力と信仰が像となったもの。
端的にいえば本性と呼べるものであり、本人の渇望する法則の具現化である。
強力になればなるほどその大きさは増していき、夜都賀波岐に至っては山をも超えるほどの大きさを持つ。

## 制作スタッフ
- 原画 - Gユウスケ
- シナリオ - 正田崇
- 音楽 - 与猶啓至
- ディレクター - まゆき
- 制作 - light